# Otto Zapf
Otto Zapf (* 10. August 1931 in Roßbach, Tschechoslowakei; † 28. Juni 2018 in Königstein im Taunus) war ein deutscher Industriedesigner.

## Leben und Werk
Zapf studierte an der Johann Wolfgang Goethe-Universität Frankfurt am Main Mathematik und Physik. Seine Karriere als Industriedesigner begann ab 1956. Er gestaltete mit Rolf Schmidt, Dieter Rams und Günther Kieser Möbel. Im Jahre 1959 gründete er das Unternehmen Vitsoe & Zapf mit Niels Wiese Vitsœ in Frankfurt. Vitsoe konnte durch den Vertrieb der von Dieter Rams gestalteten Möbellinie sich einen sehr guten Ruf erwerben. Doch Otto Zapf verließ das gemeinsame Unternehmen 1970.
Zapf konzentrierte sich in der Folge auf die Arbeit als Gestalter für andere Unternehmen. Er entwarf Systemmöbel wie etwa das Zapf Office System für den Hersteller Knoll International. Diese Möbelsysteme stellten in einer Zeit, in der Großraumbüros als modernes Massenphänomen sich durchsetzten, revolutionäre Maßstäbe hinsichtlich der Nutzung und Flexibilität. Für die Pacific Telephone wurde der in der damaligen Zeit größte Auftrag der Möbelgeschichte ausgeführt. So wurden für das Unternehmen 7500 Arbeitsplätze mit dem Möbelsystem von Zapf ausgestattet. In der Folge arbeitete Zapf noch an weiteren Projekten. Die Erstellung des Büromöbelsystems Office chair collection für Knoll International und das Regalsystem Management Office für Vitra konnten hohe Verkaufszahlen erreichen. Für den Mindener Möbelhersteller gestaltete Zapf das Sesselprogramm Lobbytop. Hierfür wurde er mit dem Industriedesignpreis iF Industrie Forum Design der Messe Hannover ausgezeichnet.

## Referenzen
- Vorstellung von Otto Zapf auf der Seite des Designlexikons
- Vorstellung von Otto Zapf auf der Seite des Möbelherstellers Drabert